# 国際勇気ある女性賞

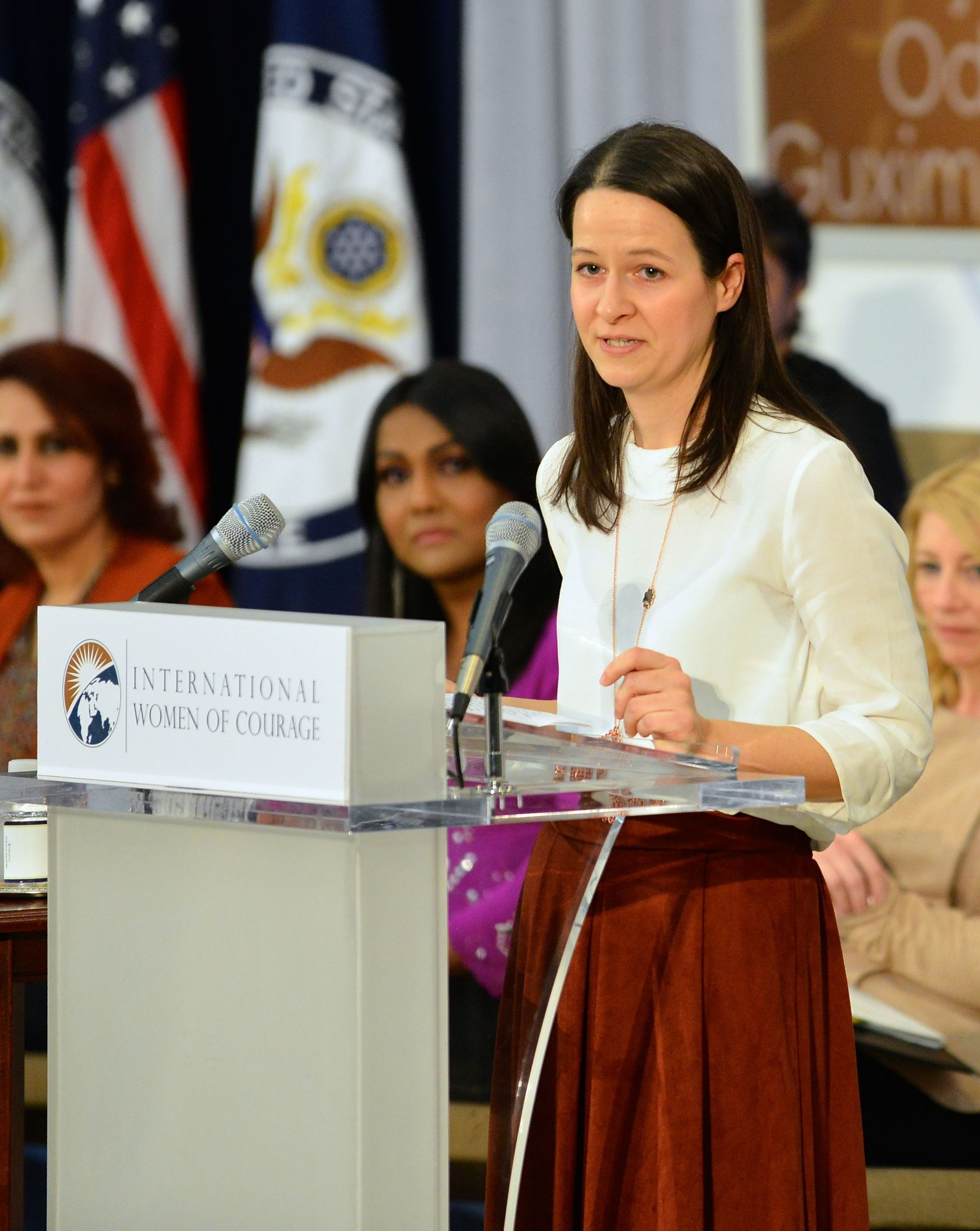
2016年の受賞講演

国際勇気ある女性賞（こくさいゆうきあるじょせいしょう、英語: International Women of Courage Award, IWOC Award）はアメリカ合衆国国務省が授与する賞。女性の権利や男女平等などの問題に対して顕著な活動をした女性に贈られる。2007年から始まったもので、各国代表を大使館が選定し、最終的に10名程度が選ばれる。世界の勇気ある女性賞との表記揺れもある。2017年は13名が選ばれ、受賞者は国際ビジター・リーダーシップ・プログラムにも参加した。

## 主な受賞者
以下にはウィキペディア日本語版に記事がある人物のみ記す。
- 2007年 - ジェニ・ウィリアムス、イルゼ・ヨーナルクスネ[10]、サンダス・アッバス
- 2008年 - スラヤ・パクザッド、ビリシラ・ブアドロモ、ニーバル・サワブテア
- 2010年 - 李愛蘭
- 2011年 - イーファー・アブーハラーワ、ローザ・オトゥンバエヴァ[11]
- 2013年 - ツェリン・オーセル[12]、ラザーン・ザイトゥーナ
- 2014年 - ルスラナ[13]
- 2015年 - 小酒部さやか[1][2]
- 2016年 - ニシャ・アユブ
- 2018年 - アイマン・ウマロヴァ[14]
- 2021年 - マリア・コレスニコワ、マイヤーリス・アンガリータ
- 2024年 - 五ノ井里奈[15]

ノミネートに終わった人物として、ノーベル平和賞を受賞したタワックル・カルマンがいる（2010年）。
日本人では2009年に竹中ナミが、2012年には上川あやが日本代表としてノミネートされた。日本人の本賞受賞は、2015年の小酒部さやかが初めて。

## 授賞式の様子

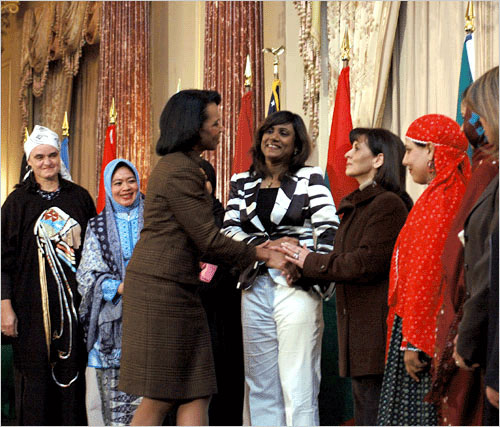
2007年
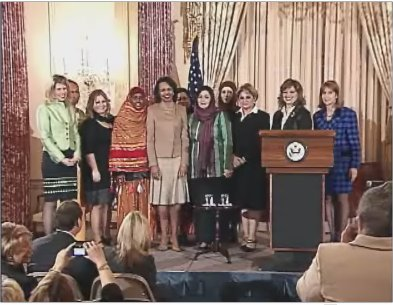
2008年
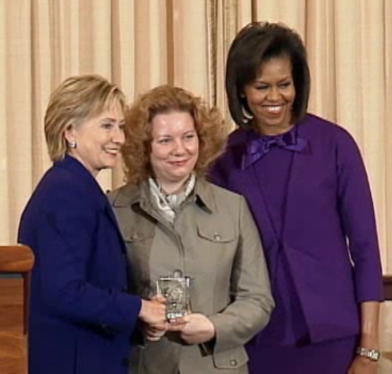
2009年
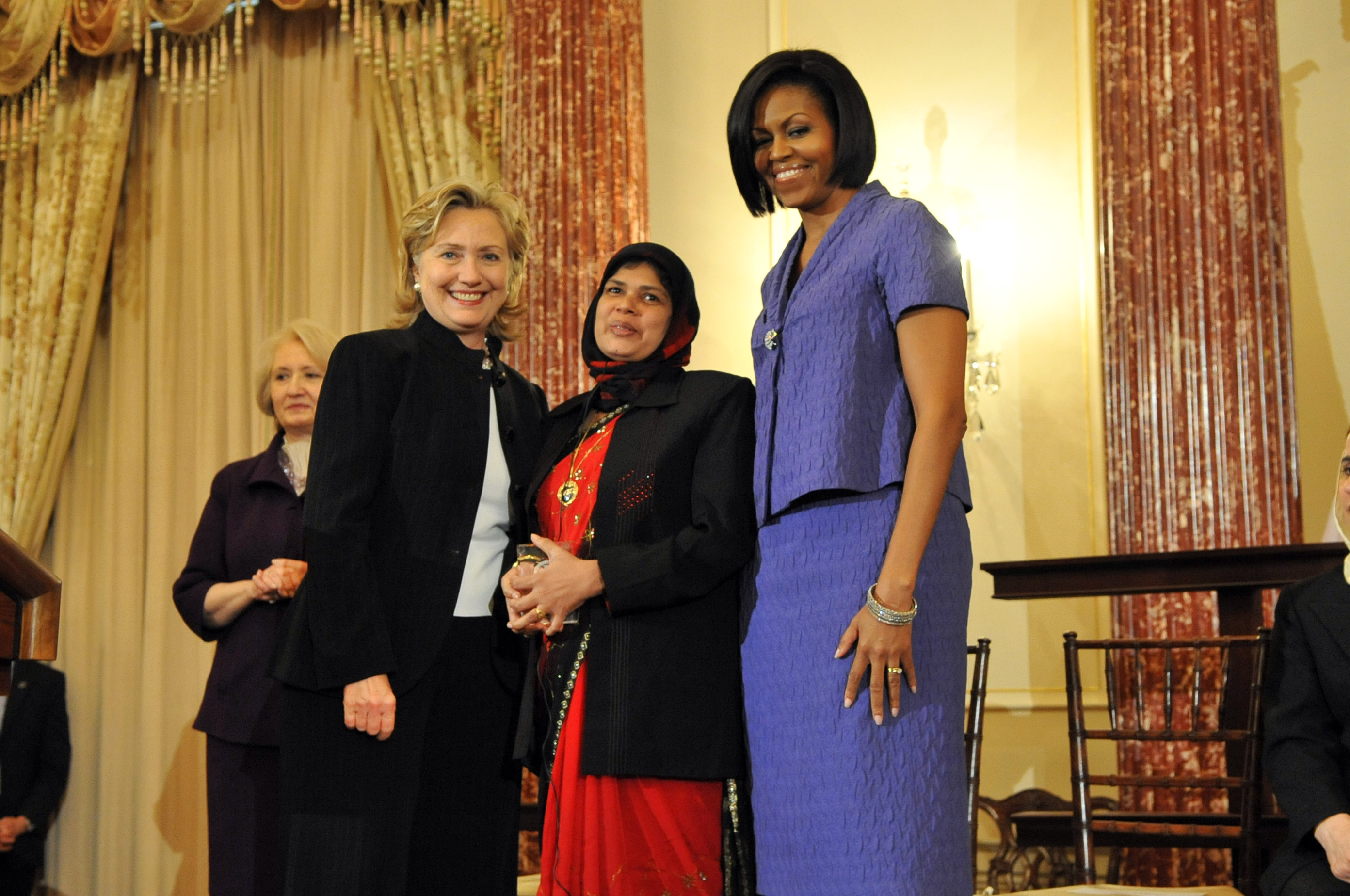
2010年
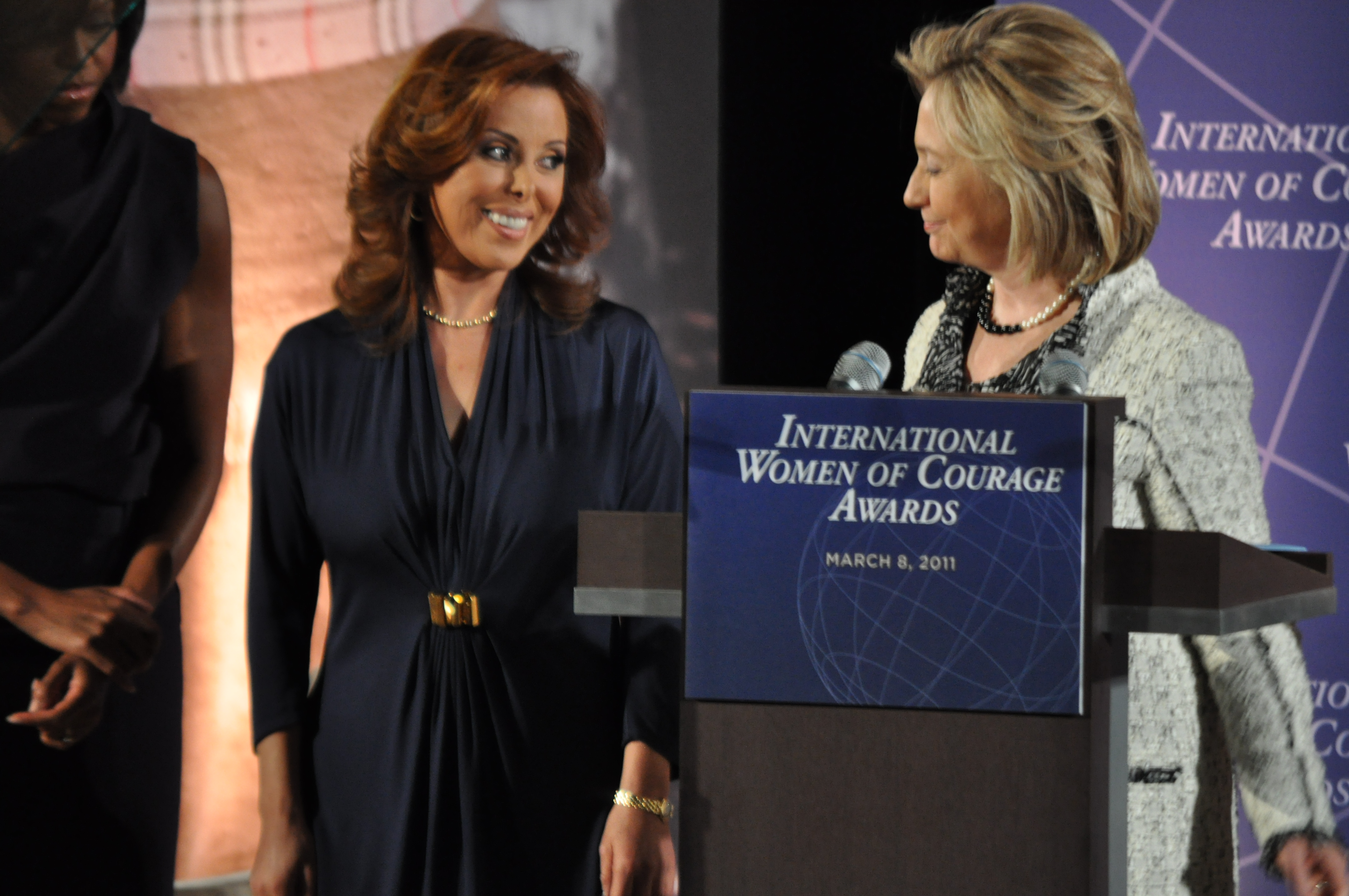
2011年
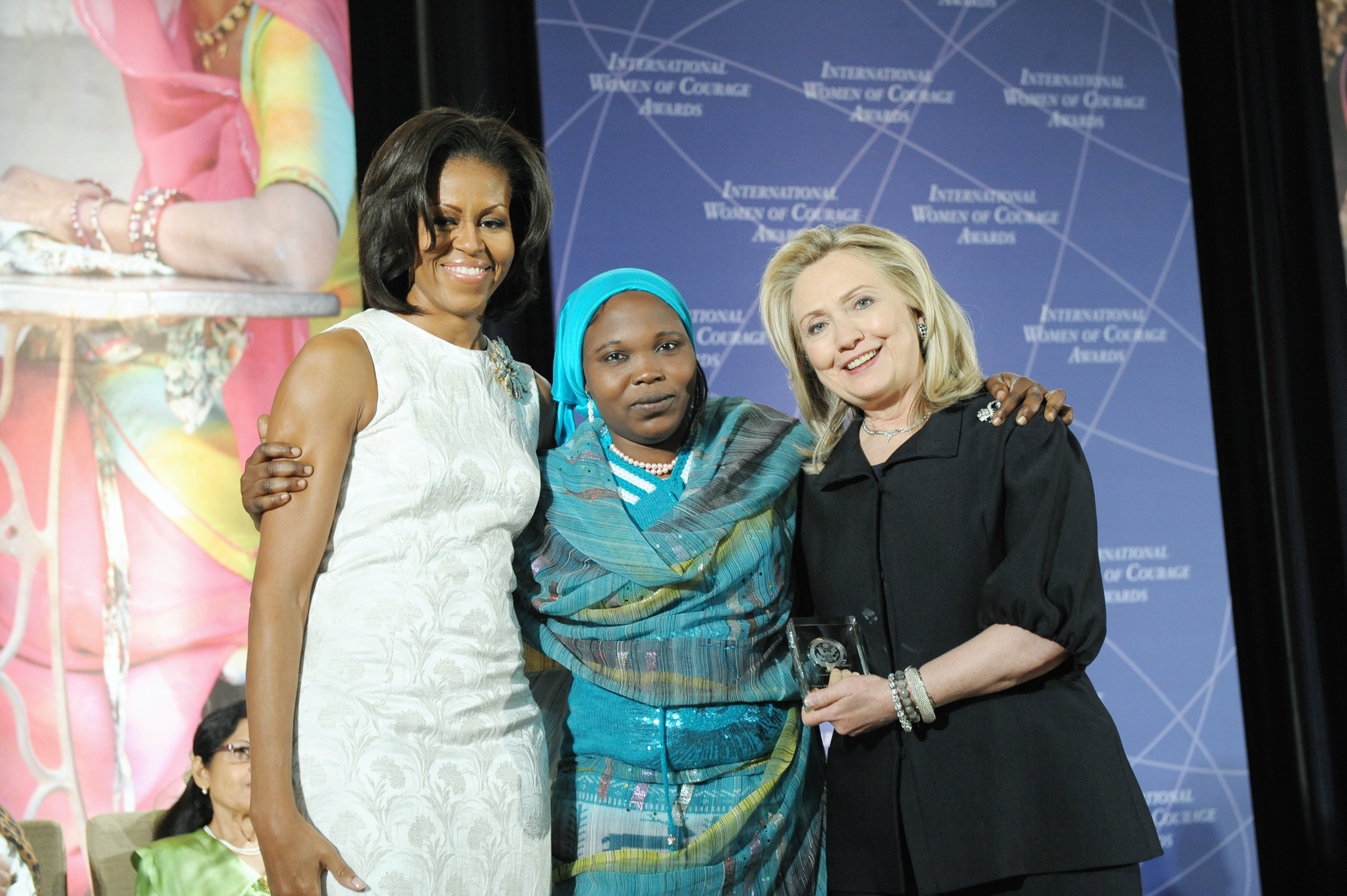
2012年
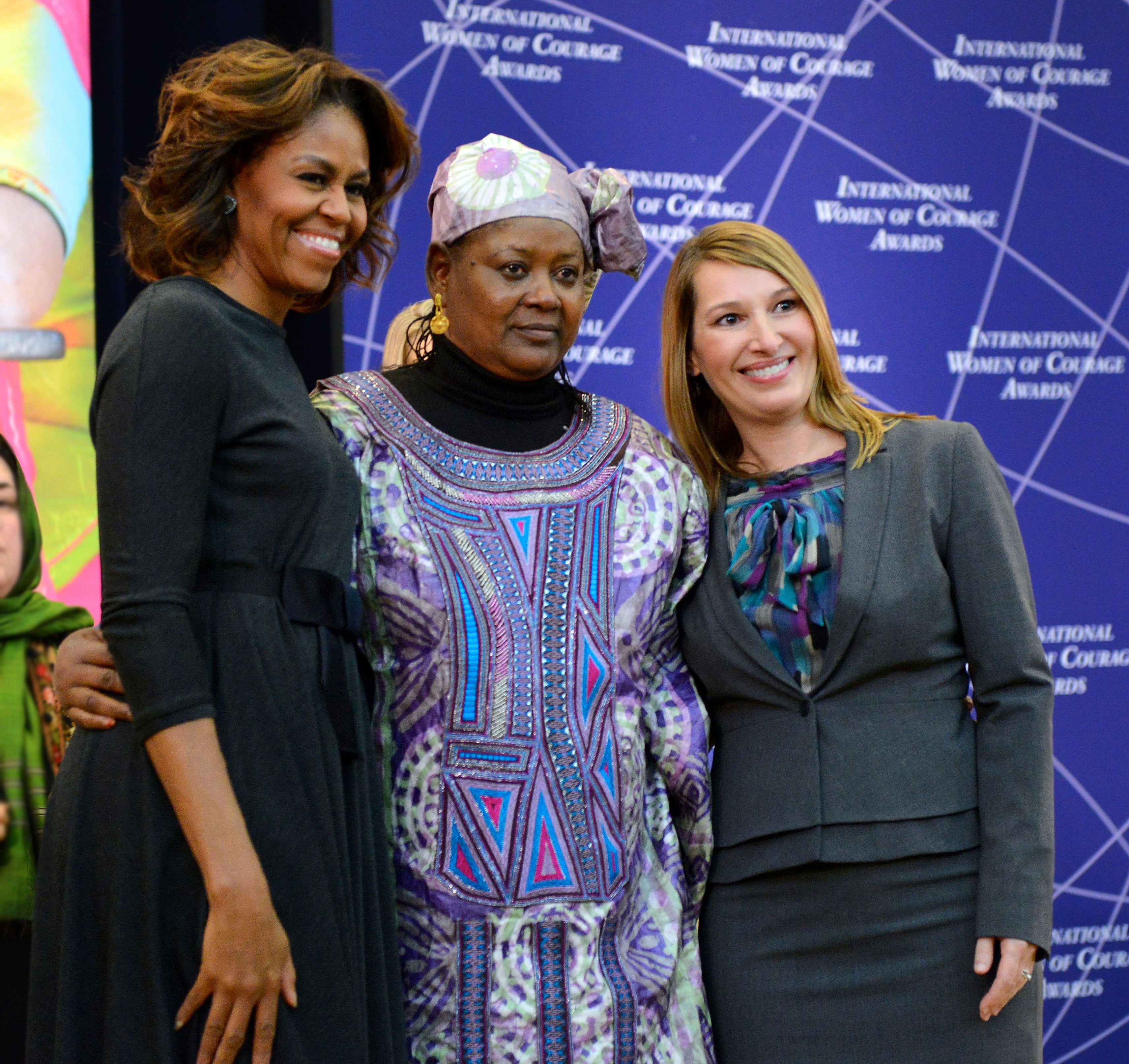
2014年
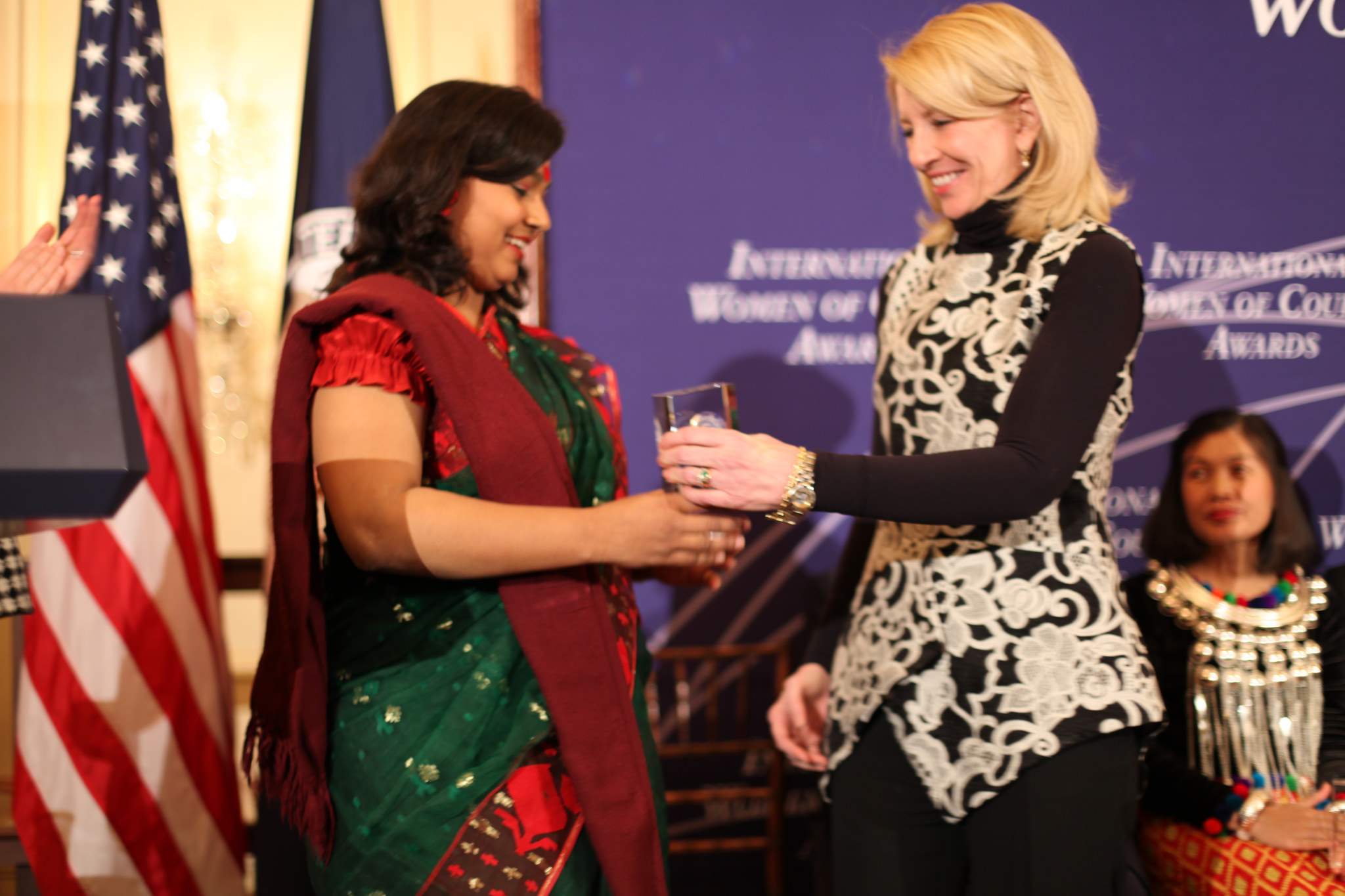
2015年
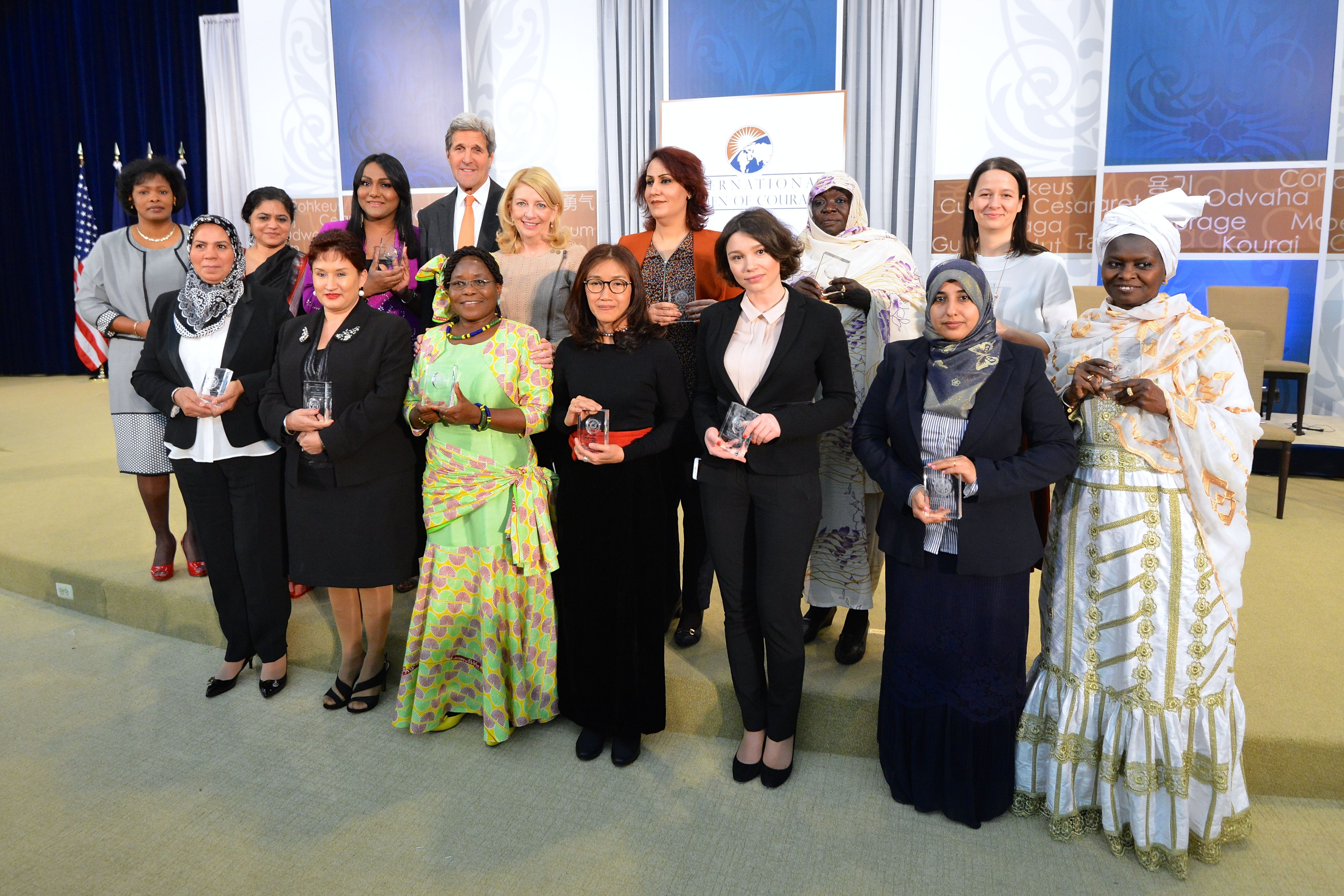
2016年
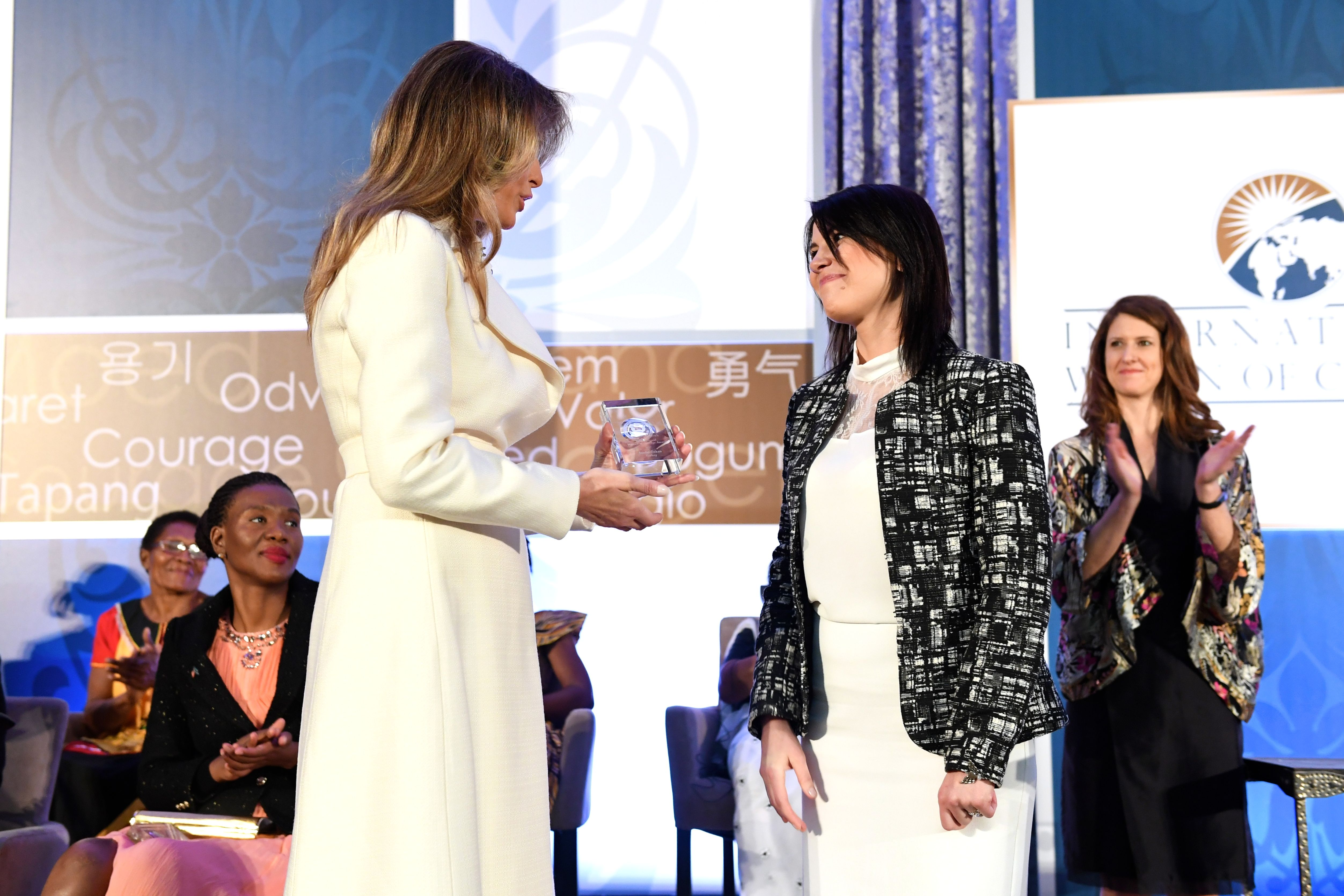
2017年
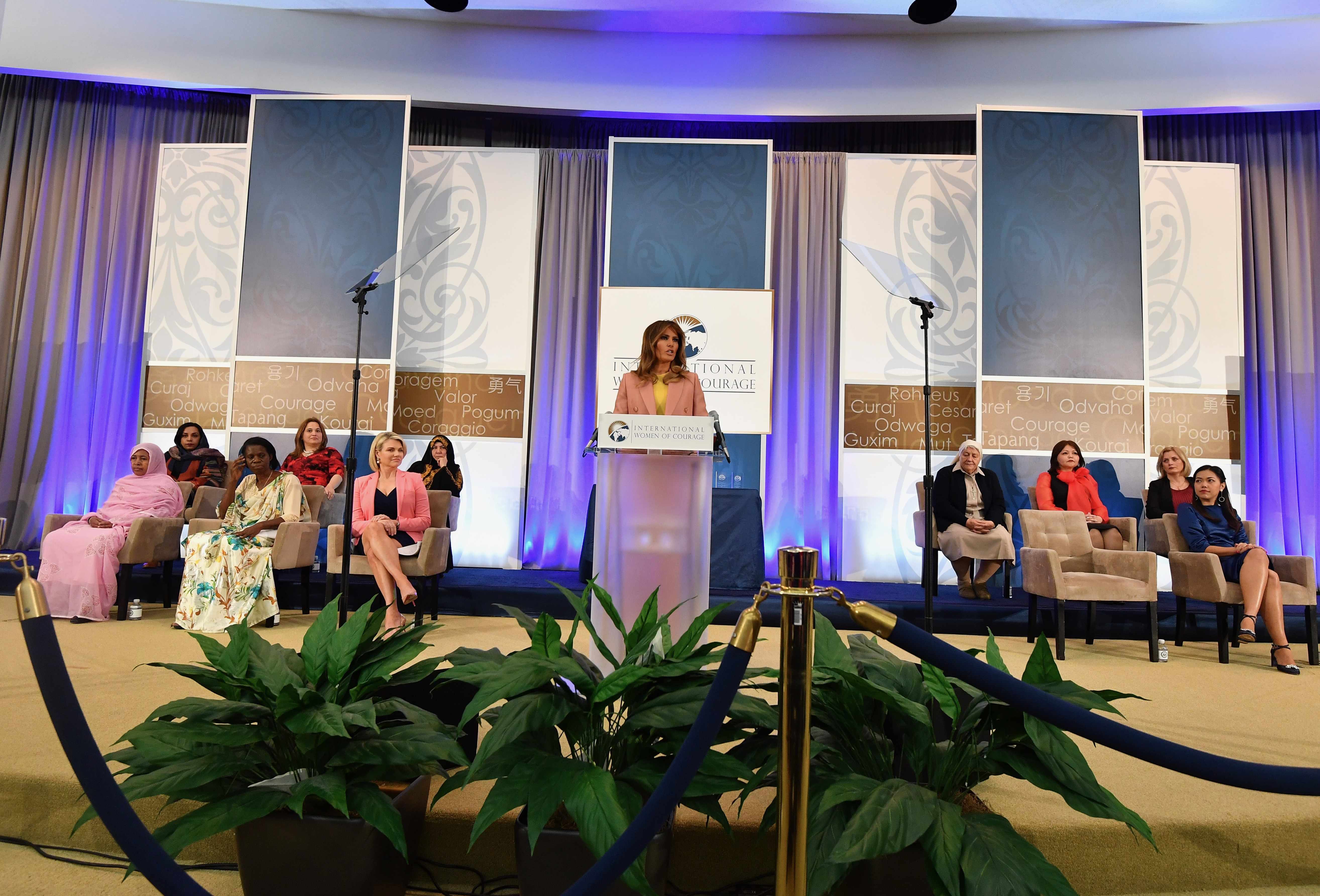
2018年
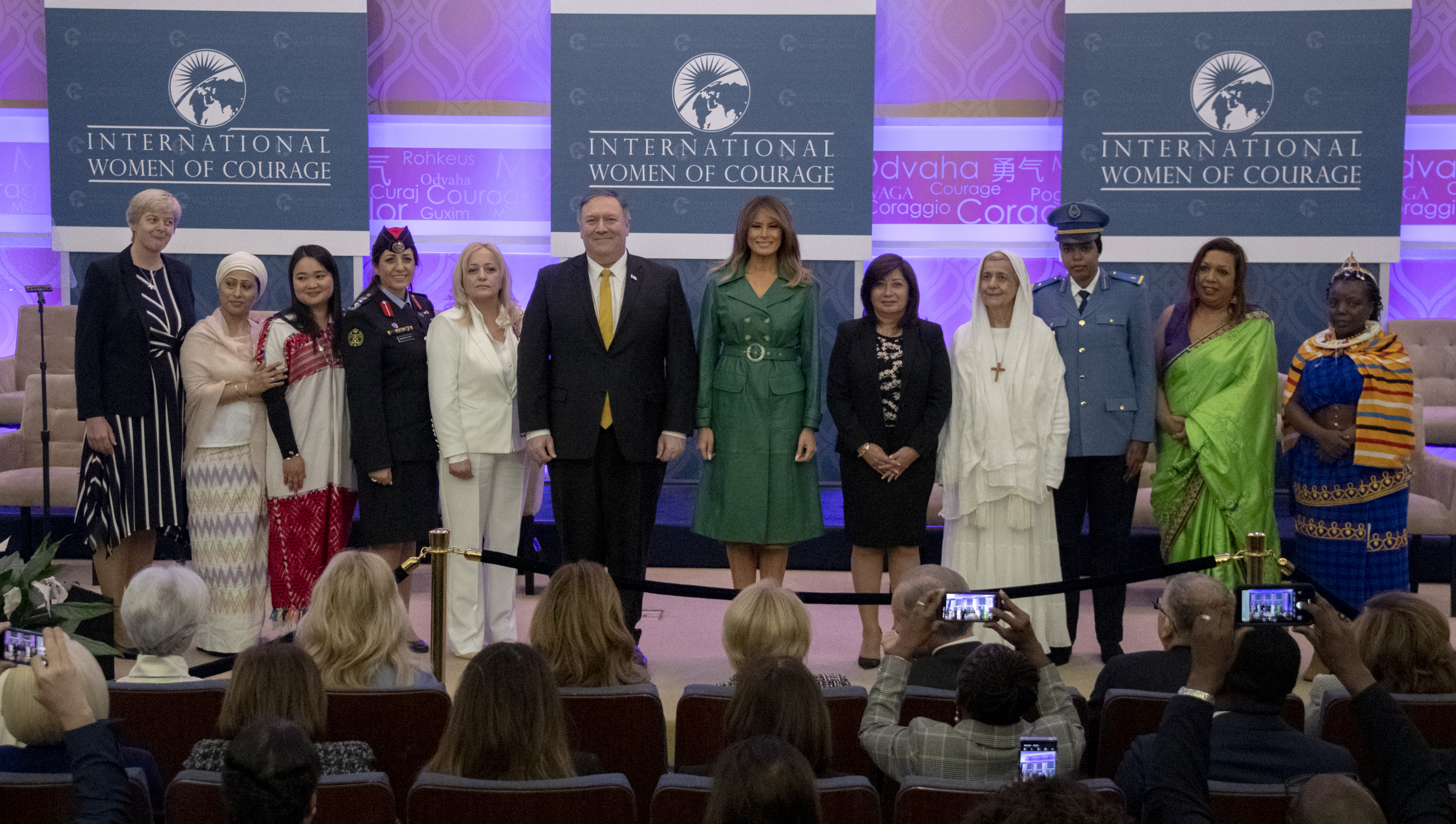
2019年